# Fondation Claude-Pompidou
La Fondation Claude-Pompidou est une fondation française créée en 1970 à l'initiative de Claude Pompidou, épouse du président de la République, Georges Pompidou. Les bureaux de la Fondation se trouvent à Paris, 42, rue du Louvre, 75001.
« Entraide, proximité, solidarité entre générations, principe de non-abandon, préservation de la dignité, constituent le socle des valeurs qui guident la Fondation Claude Pompidou depuis sa création. Ces valeurs inspirent ceux qui s’engagent auprès des personnes rendues vulnérables par la maladie, le handicap ou le grand âge. » - Richard Hutin, directeur général de la Fondation Claude-Pompidou. 

## Histoire
La Première dame de France Claude Pompidou souhaite créer en 1970 une fondation pour venir en aide aux personnes vulnérables, après avoir reçu une lettre d'une mère de famille confiant ses difficultés à élever financièrement ses deux enfants en situation de handicap.
Cette fondation, qui sera baptisée du nom de sa créatrice, est reconnue d'utilité publique par décret du 16 septembre 1970,.
C’est le 15 mars 1970 que fut créée l’Association pour la fondation nationale de l’aide volontaire (AFNAV), qui permit d’organiser les premiers contacts et de recueillir les dons des personnes auxquelles Mme Pompidou s’adressa pour leur exposer ses intentions et solliciter leur concours. Elle présida cette association dont le siège social était situé 15 quai Branly (7e arrondissement de Paris.
En juillet 1970, Georges Pompidou effectua une donation qui constitue d’acte juridique initial de la fondation, qui fut reconnue d’utilité publique par décret en Conseil d’État approuvant les statuts de la Fondation Claude-Pompidou pour les personnes âgées, en situation de handicap et pour le développement de l’aide volontaire.
Le conseil d'administration de la fondation s’est réuni pour la première fois le 2 octobre 1970 à 17 h à l’Élysée. Son bureau était composé de : 
- Président : Monsieur Henri Ecal (conseiller maître à la Cour des comptes)[5]
- Trésorier : Monsieur Jacques Chirac (conseiller référendaire à la Cour des comptes)[6]
- Secrétaire : Monsieur René Lenoir (directeur de l'action sociale au ministère de la Santé)

Dates clés :
17 juin 1971 : le conseil d’administration décide de transférer son siège dans un immeuble situé 42 rue du Louvre, 75001 Paris.
10 juin 1974 : Claude Pompidou est élue présidente de la fondation, fonction qu’elle occupera jusqu’à son décès le 3 juillet 2007.
14 janvier 1985 : Simone Veil est nommée membre du conseil d’administration et siègera jusqu’en novembre 2009.
3 septembre 2007 : Bernadette Chirac préside la fondation. Elle met fin à son mandat le 24 octobre 2019.
3 décembre 2019 : le professeur Alain Pompidou succède à Bernadette Chirac à la tête de la fondation.
16 septembre 2020 : la fondation Claude-Pompidou a 50 ans d’existence.
8 décembre 2022 : Claude Chirac succède au professeur Alain Pompidou à la tête de la fondation[réf. nécessaire].

## Activités
La Fondation Claude-Pompidou a pour but d'apporter une aide aux personnes âgées, aux malades hospitalisés ainsi qu'aux enfants en situation de handicap. Elle agit grâce à des équipes de bénévoles qui interviennent à Paris et en province, dans les hôpitaux et aux domiciles des personnes vulnérables. La Fondation Claude-Pompidou construit aussi des établissements spécialisés dans le domaine du handicap et du grand âge.
La fondation est à l'origine de 16 structures pour personnes âgées ou en situation de handicap et d'une Maison pour enfants à caractère social dotée d'un lycée hôtelier.

## Financement
La fondation vit de la générosité des particuliers et des entreprises (dons, legs, mécénat d’entreprises). Les loyers versés par les différentes associations qui utilisent les établissements construits par la fondation constituent une partie de ses revenus. Elle recueille également des fonds qui proviennent d’événements ou d’actions de communication organisés à son profit.
La fondation ne perçoit aucune subvention de fonctionnement.
De nombreux artistes de renommée nationale et internationale se sont associés aux causes défendues par la Fondation Claude-Pompidou en participant à des événements caritatifs (Clint Eastwood, Arsène Wenger, Patricia Kaas, Audrey Tautou, Guillaume Canet, Jade Jagger, etc.) ou en lui offrant généreusement des œuvres qui ont fait l’objet de ventes aux enchères,,.
Exemples d’artistes qui ont été ou sont des contributeurs de la Fondation Claude-Pompidou :
Zao Wou-Ki, Christo et Jeanne-Claude, Karl Lagerfeld, Jean-Daniel Lorieux, Yves Klein, Ghass, Karl Lagasse, Kimiko Yoshida, Chu Teh-Chun, Antoni Miralda (en), Pierre et Gilles, Yayoi Kusama, Peter Klasen, Jean Le Gac, Bernar Venet, Jesús-Rafael Soto, Jean-Michel Othoniel, Bob Wilson, Antonio Seguí, Robert Combas, Erró, Guangly, Rotraut, Valerio Adami, Mimmo Rotella, Günther Uecker, Léopold Sédar Senghor, Wang Guangyi, Hakima El Djoudi, Wolfgang Wolz…,,,.

## Bénévolat
La fondation anime un réseau de bénévoles qui interviennent à travers la France pour différentes missions d’accompagnement auprès des personnes vulnérables. La Fondation Claude-Pompidou apporte une attention très particulière à la qualité du recrutement de ses bénévoles ainsi qu’a leur formation et au suivi de leurs actions, en vue de garantir l’efficacité des missions accomplies. Les bénévoles s’engagent à mener leurs actions dans un esprit laïque et apolitique et à accompagner les personnes vulnérables dans un souci de durée et de continuité du lien établi,,.
Les antennes de bénévolat de la Fondation se situent à Paris, Compiègne, Lille - Tourcoing, Bourges, Poitiers, Lyon, Clermont-Ferrand, Grenoble, Montpellier, Nice et La Rochelle.
Les actions de bénévolat de la fondation regroupent l'accompagnement des personnes fragilisées, les visites dans les hôpitaux, les visites en établissements, les sorties en minibus et le maintien du lien à domicile. 

## Etablissements
La fondation est à l’origine des structures suivantes :
Structures pour personnes âgées : Résidence de Tonnerre (Yonne), Résidence Vauban (Territoire de Belfort), Résidence Le Chavanon à Merlines (Corrèze), Résidence Les Jardins (Moselle), Institut Claude-Pompidou (Alpes-Maritimes), Centre pour malades d’Alzheimer Barr-Héol (Morbihan).   
Structures pour personnes en situation de handicap : IME Kervihan (Morbihan), IMPro Les abeilles (Bouches-du-Rhône), ESAT Les abeilles (Bouches du Rhône), IME Kerdreineg (Morbihan), Foyer Ker Sioul (Morbihan), IME Kergadaud (Morbihan), MAS du Vernet (Creuse).
Structures pour jeunes en difficulté : Maison d’Enfants à Caractère Social (MECS) « Les Monédières » à Treignac (Corrèze), lycée hôtelier « Les Monédières » (Corrèze).
La Fondation participe aussi à la création de structures en partenariat avec d’autres associations (participation au financement d’un foyer pour personnes en situation de handicap dans le Morbihan, de l’Institut Claude-Pompidou à Nice, du Pôle gérontologique Claude-Pompidou à Belfort).
Zoom sur l'Institut Claude-Pompidou de Nice
En partenariat avec le CHU de Nice, l’association France Alzheimer et la Mutualité Française, la Fondation est à l’origine de la création en 2014 de l'Institut Claude-Pompidou, spécialisé dans le traitement, l’accueil et le diagnostic des personnes atteintes de la maladie d'Alzheimer. Cet Institut offre sur un même site, situé en plein cœur de la ville de Nice, différentes prestations : information du public concernant la maladie d’Alzheimer, dépistage de la maladie, développement de la recherche. L’Institut Claude-Pompidou de Nice a été inauguré le 10 mars 2014 en présence de Bernadette Chirac, présidente de la Fondation Claude-Pompidou de 2007 à 2019, accompagnée de Nicolas Sarkozy, ancien président de la République et de Christian Estrosi, maire de Nice,.

## Prix Claude Pompidou pour la recherche sur lamaladie d'Alzheimer
La Fondation apporte son soutien à la recherche médicale sur la maladie d’Alzheimer grâce au Prix Claude Pompidou, créé en 2010, qui permet chaque année à une équipe de chercheurs d’acquérir du matériel technologique hautement performant et nécessaire à ses travaux par le biais d’une dotation annuelle de 100 000 euros. Ce prix est ouvert aux équipes scientifiques françaises dont la thématique de travail principale est centrée sur la recherche clinique ou fondamentale sur la maladie d’Alzheimer,,,.
En 2023, Claude Chirac a proposé d'élargir le champ du prix aux pathologies dites "apparentées" par le fait que les patients concernés présentent certes des troubles cognitifs et des symptômes proches de la maladie d'Alzheimer, mais cependant bien distincts de celle-ci : la maladie de Parkinson, la Sclérose Latérale Amyotrophique (SLA) aussi appelée maladie de Charcot, la démence à corps de Lewy, la maladie Huntington ainsi que la dégénérescence fronto-temporale. Désormais, les équipes spécialisées dans l'étude de ces pathologies sont éligibles au Prix Claude Pompidou.  

## Ambassadeurs, parrain et marraine
La Fondation est soutenue par des parrains et ambassadeurs. Ce soutien médiatique permet d’assurer à la fondation le rayonnement des causes qu’elle défend.
Brahim Asloum,, et Béatrice Rosen, sont les parrains et marraines de la Fondation Claude-Pompidou depuis 2007. Leurs actions ont été renforcées par de nouveaux ambassadeurs comme : Bernard de La Villardière, Alain Bernard, Marie-Ange Casalta, Gil Alma, Pierre-Jean Chalençon, Jérôme Anthony, Emmanuelle Boidron, Corinne Touzet, Vincent Chatelain, Dounia Coesens et Élodie Fontan.

## La Lettre
La Fondation Claude-Pompidou communique sur ses actualités à chaque semestre via « La Lettre de la Fondation Claude-Pompidou ». C’est un journal diffusé à une liste d’abonnés et de donateurs qui leur permet de rester en contact avec l’actualité de la fondation, de ses actions et de ses engagements, à Paris ainsi que dans l’ensemble de ses établissements et antennes.

## Présidence
| 1970-1974   | Henri Écal        |
| 1974-2007   | Claude Pompidou   |
| 2007-2019   | Bernadette Chirac |
| 2019 - 2022 | Alain Pompidou    |
| 2022        | Claude Chirac     |